# Vexillum sybillae
Vexillum sybillae là một loài ốc biển nhỏ, là động vật thân mềm chân bụng sống ở biển trong họ Costellariidae.